# Geheimsache Ghettofilm
Geheimsache Ghettofilm (Originaltitel: Shtikat Haarchion, Internationaler Titel: A Film Unfinished) ist ein deutsch-israelischer Dokumentarfilm von Yael Hersonski aus dem Jahr 2010 über wiedergefundene Filmszenen eines nicht fertiggestellten deutschen Propagandafilms. Die Archivaufnahmen entstanden 1942 im Warschauer Ghetto.
Yael Hersonski, Jahrgang 1976, lebt und arbeitet überwiegend in Israel. Sie studierte von 1996 bis 1998 Philosophie in Tel Aviv und danach bis 2003 an der „Sam Spiegel Film & Television School“ in Jerusalem.

## Inhalt
Das Original-Filmmaterial wurde im Jahre 1942 von einer deutschen Aufnahmetruppe (Propagandakompanie) gedreht, zwei Monate vor Beginn der Aussiedlungsaktionen genannten Deportationen aus dem Warschauer Ghetto in die Vernichtungslager. Der Originalfilm wurde nie fertiggestellt.
Aus dem in Archiven erhalten gebliebenen Filmmaterial gestaltete Hersonski 2009 einen Film, in welchem den unvertonten und nicht untertitelten Bildern Berichte von Augen- oder Zeitzeugen, Aussagen aus Tagebüchern und andere Protokolle gegenübergestellt werden. Die Dokumentation offenbart den Zynismus der damaligen Dreharbeiten und stellt die unkritische Verwendung der teilweise inszenierten Aufnahmen in Frage.

## Entstehung und Hintergrund
Die Frage nach der Aussagekraft und Interpretationsbreite von Bildern brachte Yael Hersonski dazu, sich mit archiviertem Filmmaterial zu beschäftigen. 

„Anders als bei schriftlichen Berichten, in denen Menschen ihre eigene Geschichte erzählen, haben Bilder eine ganz andere Qualität: Sie lassen sehr viel mehr Raum für Interpretationen. [...] Bezogen auf die Zeit des Holocaust habe ich mich gefragt, was passiert mit dem Filmmaterial, wenn die Überlebenden aufgrund ihres Alters nun nach und nach sterben. Wir, die zurück bleiben, haben dann nur noch die Archive.“

Noemi Schory, die Produzentin des Films und Autorin von über 100 Kurzfilmen für das Visuelle Zentrum von Yad Vashem, half Hersonski bei der Zusammenstellung von geeigneten Archivfundstellen. Darunter befand sich auch der unvollendete Nazi-Propagandafilm aus dem Warschauer Ghetto. In zweieinhalbjähriger Arbeit recherchierte Hersonski für Geheimsache Ghettofilm Informationen und Hintergründe dieser Filmfragmente.
Über Auftraggeber und genauen Zweck der Aufnahmen herrscht bis heute Unklarheit. Der Kameramann Willy Wist sagte später: „Mir ist zu keiner Zeit bekannt geworden, zu welchen Zwecken die von uns abgedrehten Filme benutzt werden sollten. Dass sie der Propaganda dienten, war mir natürlich klar.“
Über die Gründe, weshalb keine Dokumentation über die Produktion existiert und der Film in der Rohfassung verblieb, existieren unterschiedliche Spekulationen. Eine davon ist, dass der Film als Archivmaterial gedacht war, um für nachfolgende Generationen das jüdische Leben festzuhalten.
Yael Hersonski schreibt dazu: „Für diese Annahme spricht, dass Joseph Goebbels wenige Tage vor Beginn der Dreharbeiten in Warschau in seinem Tagebuch vermerkte, dass Himmler die Umsiedlung der deutschen Juden nach Osteuropa vorantreibe. Und dass er, Goebbels, deshalb Filmaufnahmen beauftragt habe, um Dokumentarmaterial zur Erziehung der nächsten Generation im Dritten Reich zu haben.“

### Archivmaterial
Das Material des Filmfragments mit dem Archivtitel Ghetto, gedreht vom 2. Mai bis 2. Juni 1942 auf acht Filmrollen mit einer Länge von 1.737 Metern, etwa 63 Filmminuten, wurde in den 1950er Jahren im Staatlichen Filmarchiv der DDR aufgefunden und befindet sich heute im Bundesarchiv, Abteilung Filmarchiv Berlin. Das Material wurde zusätzlich unter dem Titel Asien in Mitteleuropa katalogisiert. Der Hinweis auf diesen möglichen Arbeitstitel stammt aus dem Erinnerungsbuch des Holocaustüberlebenden Jonas Turkow.
Zusätzlich konnte weiteres Material aus Beständen des Reichsfilmarchivs den Dreharbeiten zu Ghetto zugeordnet werden, u. a. zwei Rollen Dubnegativ (Kopie des Kameranegativs), die das Bundesarchiv im Jahr 1998 von der Library of Congress unter dem Übernahmetitel Warsaw Ghetto erhalten hat. Dieses Material enthält den Vorspann „Achtung / Geheime Kommandosache!“ und ist heute im Bundesarchiv unter dem Titel Ghetto-Restmaterial archiviert.
Daneben existieren noch zwei Amateurfilme, die in weiten Teilen Szenen der beiden Ghetto-Aufnahmen zeigen, jedoch aus einer anderen Perspektive. Zum einen rund 10 Minuten Aufnahmen, die wahrscheinlich von den Kameramännern Paul Adam und Andreas Honowski stammen und im Bundesarchiv unter dem Titel Das Warschauer Ghetto verzeichnet sind. Zum anderen ein vier Minuten langer Farbfilm, vermutlich gedreht von Hans Juppenlatz, registriert im Bundesarchiv unter dem Titel Im Warschauer Ghetto. Mit Hilfe dieser Aufnahmen konnte der Kameramann Willy Wist ermittelt und bestätigt werden.

## Umstrittene Verwendung des Filmmaterials
Der Film enthält viele Bilder, die auf unvorbereitete Augen grausam wirken. Zwar sind die Szenen durch die NS-Filmer gestellt, aber die gezeigten Toten und Lebenden sind keine Darsteller, sondern wirkliche Opfer der NS-Judenvernichtung.
Das erste Ghetto-Archivmaterial wurde lange Zeit für authentisch gehalten und in Museen und Ausstellungen als Wahrheit präsentiert. Erst mit dem Auftauchen des Restmaterials 1998 wurde deutlich, dass die Bilder inszeniert waren. Unkritische Reporter verwenden bisweilen das Material, ohne auf den inszenierten Charakter der Szenen hinzuweisen. So zeigte 3sat am 8. Mai 2013, zum Jahrestag des Aufstands im Ghetto, die ZDF-Dokumentation Jüdisches Leben im Ghetto von Armin Coerper über das Warschauer jüdische Leben, zum Beispiel die Kultur vor 1939, die Vernichtung und die wenigen Spuren, die noch erhalten sind.

„Vor dem Krieg gab es viele jüdische Theater. In Warschau pulsierte das jüdische Leben. Hier lebte die jüdische Kultur wie nirgends sonst in Europa. Es wurde getanzt, gespielt, gesungen, bis die Deutschen diese Welt brutal zerstörten.“

Die Bilder aus dem Theater, die Coerper bei diesen Worten zeigte, stammen jedoch aus dem Ghetto-Propagandamaterial. Die Deutschen inszenierten das angebliche „jüdische Leben“ allein für ihre Kameras, sie zwangen die Menschen, sich nach Regieanweisungen zu verhalten. So entstanden die Aufnahmen im Theater, mit übertrieben auftretenden Schauspielern und Tänzern und auf Kommando lachenden Zuschauern, die in der Realität verzweifelt waren.

„Um das pulsierende jüdische Leben und die jüdische Kultur im Warschau vor dem Krieg zu zeigen, benutzte Armin Coerper Szenen aus der NS-Farce, die nur Minuten vorher in der Dokumentation von Yael Hersonski als Propaganda entlarvt wurde.“

## Produktion
Der Film wurde im Jahr 2009 mit einem Budget von 300.000 Euro produziert von Belfilms Ltd. (Tel Aviv) in Co-Produktion mit Yes (Israel), Mitteldeutscher Rundfunk (MDR)  und Südwestrundfunk (SWR), mit Förderung und im Verleih der Bundeszentrale für politische Bildung (bpb).
Die Erstaufführung erfolgte in den USA am 25. Januar 2010 auf dem Sundance Film Festival in Park City (Utah), in Deutschland am 15. Februar 2010 auf der Berlinale. Die Erstausstrahlung im Deutschen Free-TV war am 8. Dezember 2010 auf Arte.
Am 1. Juli 2011 folgte durch Absolut Medien die Herausgabe der Dokumentation auf DVD.

## Auszeichnungen
- 2010: World Cinema Documentary Editing Award auf dem Sundance Film Festival in der Kategorie Internationaler Dokumentarfilm
- 2010: Aufführung auf den Internationalen Filmfestspielen Berlin in der Sektion Panorama Dokumente
- 2010: Writers Guild of America Documentary Screenplay Award auf dem Silverdocs Documentary Festival[16]
- 2010: Best International Feature Award auf dem HotDocs Canadian International Documentary Festival.[17]
- 2011: Nominierung für den Grimme-Preis in der Kategorie Information & Kultur[18]
- 2012: Nominierung für den Emmy-Award in der Kategorie Outstanding Historical Programming - Long Form

## Kritiken
„Yael Hersonski zeigt zum einen große Teile des Materials, das sonst nur sehen kann, wer sich selbst ins Archiv begibt. Zum anderen legt die israelische Dokumentarfilmerin den Herstellungsprozess der Aufnahmen offen. […] Kritisch ist demnach anzumerken, dass Geheimsache Ghettofilm weder die Tagebuch-Autoren noch die interviewten Zeugen durchgängig mit Namen benennt. Wessen Stimme gerade zu hören ist, erschließt sich nur bei sehr aufmerksamem Zuhören. Aber gerade ein Film, dem es um Quellenkritik geht, sollte seine eigenen Quellen deutlich ausweisen.“

„Die Dokumentation ‚Geheimsache Ghettofilm‘, die das Erste im Spätprogramm wiederholt, setzt das Originalmaterial in den richtigen Kontext. […] Doch auch ansonsten sind es harte Bilder, die Hersonski den Zuschauern zumutet. Verhungerte, die auf der Straße liegen bleiben. Kinder, die aussehen wie Greise, wie Aliens, jedenfalls nicht mehr wie Kinder, mit von Mangelernährung verkrümmten Beinen. […]‚Geheimsache Ghettofilm‘ ist eine Ohrfeige für alle Schlussstrichzieher. Und bitter nötig.“